# Полонины (национальный парк)
Полонины (словац. Národný park Poloniny) — национальный парк на северо-востоке Словакии, на границе с Польшей ("Bieszczadzki Park Narodowy") и Украиной (Національний парк Ужанський), в горной системе Буковске Врхи. Основан 1 октября 1997 года.

## География
Площадь парка составляет 298,05 км²; буферная зона — 109,73 км². Является частью объекта всемирного наследия ЮНЕСКО — Девственные буковые леса Карпат. Парк расположен в районе Снина Прешовского края. Примыкает к территории Бещадского национального парка, расположенного в Польше, вместе с которым является частью биосферного резервата «Восточные Карпаты». Высшая точка парка составляет 1208 м над уровнем моря и находится в месте, где сходятся границы трёх стран: Словакии, Украины и Польши. Полонины — самая восточная и самая малонаселённая территория Словакии. Пешеходные тропы для туристов берут начало из нескольких деревень.

## Флора и фауна
Леса покрывают около 80 % процентов территории; преобладают бук и пихта. В Полонинах отмечается самая высокая в Словакии концентрация первобытных лесов. Парк служит домом для многих эндемичных и редких видов. Здесь встречается около 5981 известных видов беспозвоночных и 294 вида позвоночных, которые включают 13 видов амфибий, 8 видов рептилий, 198 видов птиц и 55 видов млекопитающих, таких как рысь и медведь. В 2004 году здесь была восстановлена небольшая популяция зубров.

## Галерея

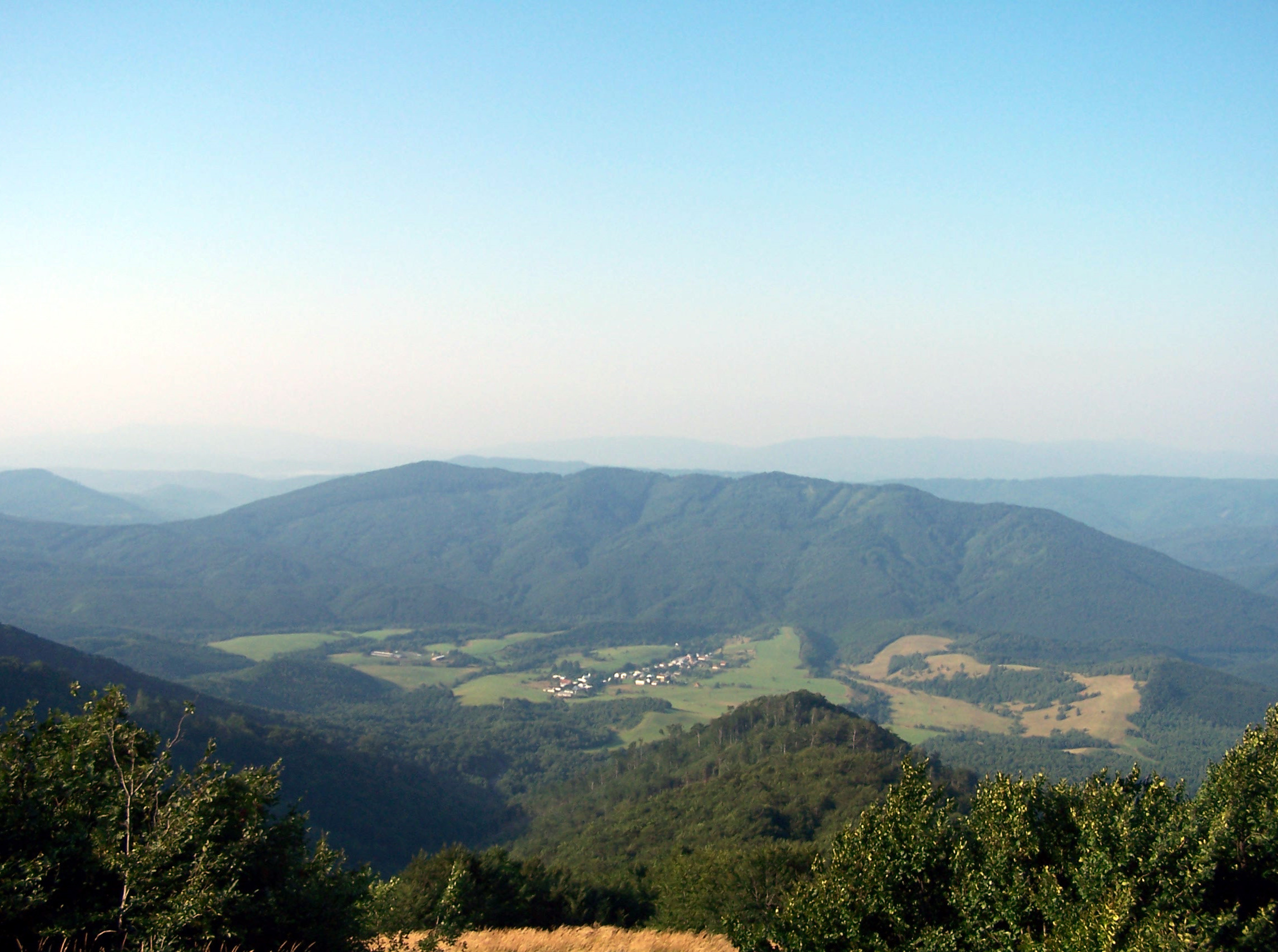
Вид на деревню Рунина
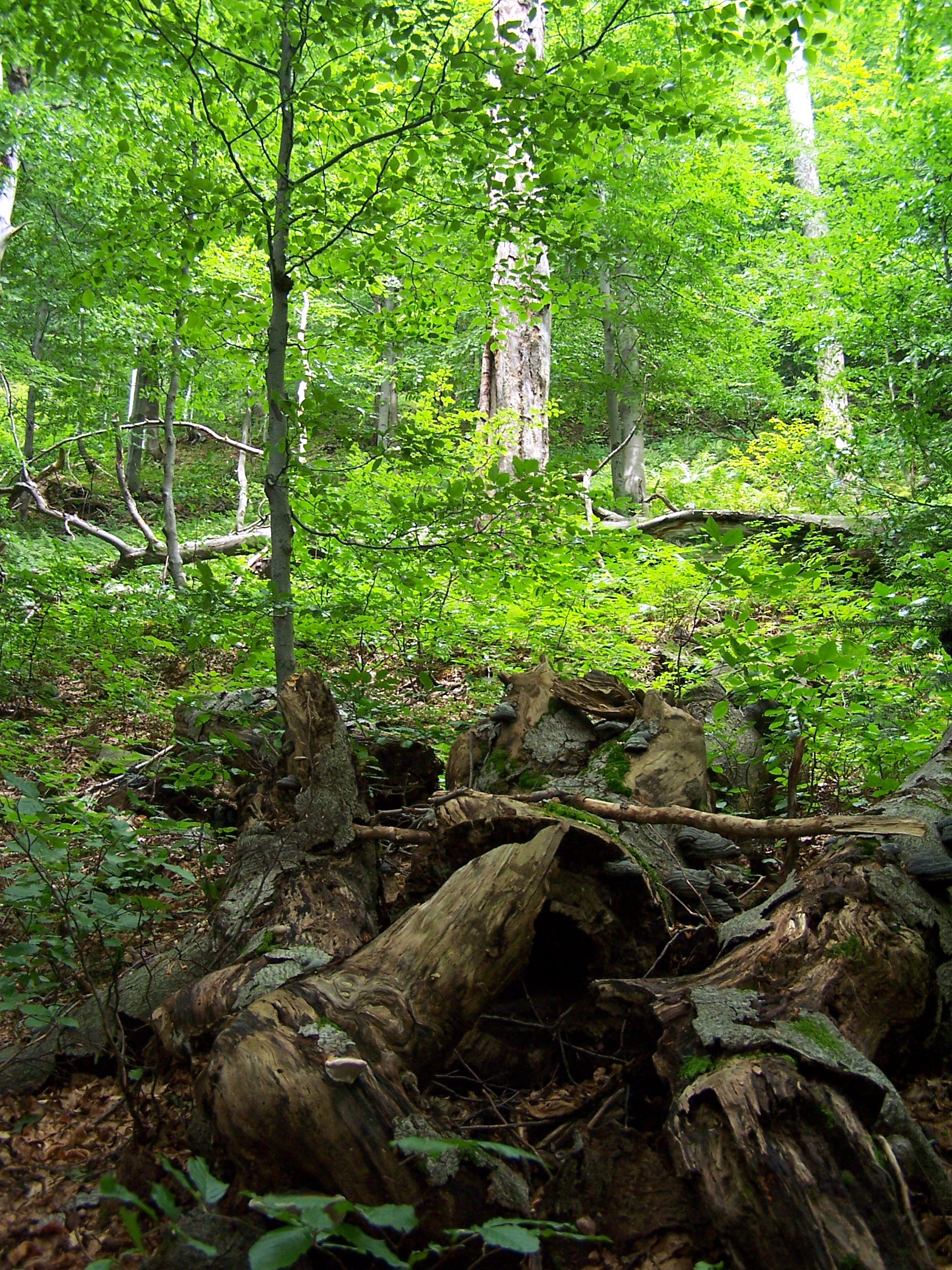
Буковый лес Стужица
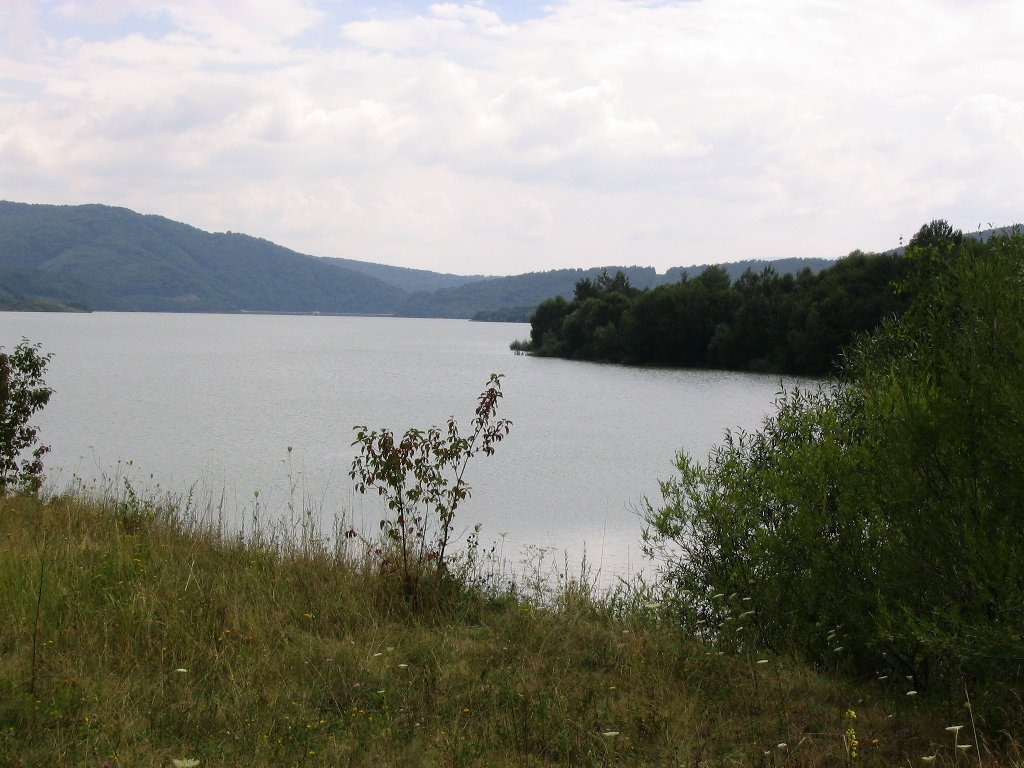
Водохранилище Старина